# Oxydia subdecorata
Oxydia subdecorata là một loài bướm đêm trong họ Geometridae.